# Uruti
Le village d'Uruti est une localité du nord de la région de Taranaki, dans l'Île du Nord de la Nouvelle-Zélande.

## Situation
Il est localisé sur le trajet de la route State Highway 3/S H 3 (en), au nord-est de la ville de Mimi et au sud-ouest de la ville d' Ahititi.
Le ' Uruti Stream' rencontre le fleuve Mimi à ce niveau.
Le fleuve s'écoule au-delà du village jusqu’à la côte au niveau de la côte de North Taranaki Bight (en) ,.

## Histoire
Une infirmière de district fut appointée pour desservir le secteur de la vallée d'Uruti en 1909.
Ce fut le premier service d’infirmière à domicile de district en Nouvelle-Zélande  , .

## Accès
Le tunnel d'Uruti (en) relie la vallée d’Uruti avec la route principale.
Il fut terminé en 1923 et est le plus long et le plus instable des tunnels de la région de Taranaki.

## Média
Le film de 1984 nommé : le Vigil fut filmé au niveau de la ville d'Uruti.
La plus grande partie du film de 2003: dénommé 
le dernier des samourails fut filmé dans la vallée d’Uruti avec le Mont Taranaki/Egmont se dressant pour représenter le Mont Fuji.

## Éducation
L’école d’«Uruti School» est une école mixte primaire (allant de l'année 1 à 8), avec un taux de décile de 3 et un effectif de 13 élèves.
L’école a célébré son centenaire en 1998 .

## Autres Lectures

### Travaux historiques généraux
(en) Glenwyss (comp.) Brooks, How green was our valley: collected memories of Uruti, New Plymouth, [N.Z.], Aries Print, 1995 (ISBN 0-473-02685-6).

### Activités
- (en) 1904-1954, golden jubilee / with the compliments of the Uruti Valley Co-operative Dairy Company, Limited, New Plymouth, [N.Z.], Avery Print, 1954.

### Éducation
- (en)« Uruti School 60th jubilee: in conjunction with Messenger, Musker’s, Pehu: 16th-18th May 1958 », Jubilee Committee, 1958 ; Taranaki Daily News Co. Ltd, Uruti, [N.Z.] ; New Plymouth, [N.Z.],‎ 1958.

- (en)Christine Wilson et Glenwyss (comps.) Brooks, Uruti School, 1898-1998: in celebration of 100 years, New Plymouth, [N.Z.], Uruti School Centennial Committee (ISBN 0-473-05920-7)

- New Zealand Gazetteer